# Храм I (Тікаль)
Храм I — назва однієї з головних споруд у Тікалі, одному з найбільших міст та археологічних пам'яток доколумбової цивілізації майя в Месоамериці. Він розташований у регіоні басейну Петен на півночі Гватемали. Храм також відомий як Храм Великого Ягуара, оскільки на одвірку зображений король, що сидить на троні у формі ягуара. Альтернативна назва — Храм Ах Какао, на честь правителя, похованого в храмі. Храм I є типовою вапняковою ступінчастою пірамідою в стилі Петен, яка датується приблизно 732 роком н. е.
Розташований у центрі об'єкта Світової спадщини, храм увінчаний характерним гребенем даху — характерною рисою архітектури майя. Будівництво Храму I на східній стороні Великої площі стало помітним відхиленням від звичаю будувати поховальні храми на північ від площі в Північному акрополі Тікаля.

## Структура
Ця споруда є поховальним храмом, пов'язаним з Хасав-Чан-К'авіілем I, правителем Класичного періоду в Тікалі, який правив з 682 по 734 рік н. е. Археологи виявили його гробницю глибоко всередині структури. Спочатку була побудована гробниця, а потім над нею звели храм. Будівництво обох споруд контролював син і спадкоємець Ясава Чан К'авііля — Їхк'ін-Чан-К'авііль. Хасав-Чан-К'авііль, ймовірно, планував будівництво храму задовго до своєї смерті. Храм піднімається на дев'ять ступінчастих рівнів, що можуть символізувати дев'ять рівнів підземного світу. Храм має пазові карнизи та втиснуті кути. Круті сходи ведуть до святині на вершині.

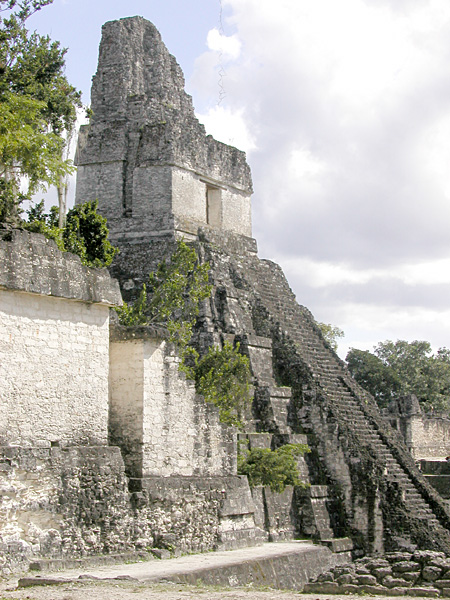
Храм I, вид із північного заходу

Храм піднімається на 55 метрів (180 фут) над Великою площею. Піраміда увінчана поховальною святинею, що містить тонко вирізані дерев'яні одвірки, які, ймовірно, були виконані під керівництвом Ясава Чан К'авііля як частина його плану щодо свого поховального монумента. Одвірки були вирізані з дерева саподіли, і один з них, Одвірок 3, був пофарбований у червоний колір. Саподіла (Manilkara zapota) — це дуже тверде червонувато-коричневе дерево, яке є місцевим. Одвірки складалися з дощок, вставлених у невеликі ніші в стінах, що утворювали три двері; зовнішній одвірок був гладким, тоді як центральний був тонко вирізьблений з чотирьох дощок. Дві з цих дощок були вилучені у 19 столітті, їхнє місцезнаходження наразі невідоме. Інші дві були вилучені британським дослідником Джоном Боддам-Ветемом і подаровані Британському музею в Лондоні. На одному з одвірків зображено фігуру, яка сидить, а над нею підіймається величезна змія.
Святиня має високий гребінь даху, прикрашений скульптурою сидячого короля Ясава Чан К'авііля, хоча зараз її розрізнити складно. Гребінь даху складається з двох паралельних конструкцій із замкнутим, склепінчастим простором між ними, що зменшує вагу будівлі. Вага цієї важкої надбудови передається через центральну частину храму. Передня частина гребеня була завершена кам'яними блоками, вирізьбленими для зображення фігури короля, оточеного завитками та зміями. Спочатку він також був прикрашений гіпсовими формами. Святиня містить три вузькі й темні камери, до яких можна було потрапити лише через один вхід. Три кімнати були розташовані послідовно одна за одною і мали високі склепінчасті стелі, укріплені дерев'яними балками. Балки виготовлені з саподіли — того ж дерева, що використовувалося для одвірків.
Храм I використовувався повторно в післякласичний період. Пізньокласичний поховальний колодязь був відкритий знову, і всередині було зроблено нове поховання. Супровідні дари включали курильниці типу, знайденого в Маяпані, і дві керамічні форми, поширені в Петені в післякласичний період. Курильниці такого типу не використовувалися після XV століття.

## Королівська гробниця
Гробницю Хасав-Чан-К'авііля I виявили археологи в 1962 році. До неї увійшли через дах гробниці після розвідувальних розкопок від основи сходів храму. Гробниця отримала назву Поховання 116, за класифікацією археологів. Це велика склепінчаста камера глибоко всередині піраміди, нижче рівня Великої площі. Понад половину камери займає кладка, на якій лежало тіло короля та його прикраси. Рештки короля було покладено на плетений килим, а в гробниці було виявлено багаті дари, такі як шкури ягуара, вироби з жадеїту, розмальована кераміка, рідкісні спондили, перлини, дзеркала та інші витвори мистецтва. Тіло короля було вкрите великою кількістю прикрас із жаду, включаючи велике намисто зі 114 особливо великих намистин, як зображено на скульптурних портретах короля, вагою 3,9 кг.
Одним із видатних предметів, знайдених у гробниці, була вишукана жадова мозаїчна посудина з кришкою, на якій був вирізаний портрет короля. Також серед похованих предметів було знайдено серію з 37 тонко вирізьблених людських кісток, що містили ієрогліфічні тексти майя та були розташовані у купці біля правої ноги короля. Один із текстів згадує союзників Тікаля, включаючи Копан і Паленке; інші містять ім'я короля та його родовід. Один з написів містить різьблений портрет полоненого Окс Ха Те Іксіля, васала великого ворога Тікаля — Калакмула. Також є сцени, на яких зображено, як бог кукурудзи перевозиться в підземний світ на каное. Одна з кісток містить довгий список дат смерті іноземних знатних осіб.

## Сучасна історія
Тікаль було заново відкрито у 1848 році. У 1877 році різні предмети були викрадені з основних храмів Тікаля, включаючи артефакти Храму I. Альфред Персіваль Модслі вперше склав мапу центру Тікаля в 1881—1882 роках, позначивши на своєму начерку п'ять основних храмів, включаючи Храм I, хоча він позначив ці храми за абеткою, від A до E. Теоберто Малер здійснив перше топографічне дослідження місця у 1895 році, назвавши Храм I «Першим Великим Храмом». Альфред Тоззер провів ще одне дослідження в 1911 році і загалом дотримувався номенклатури Малера; саме він скоротив назву до Храм I.
У 1955 році Університет Пенсильванії розпочав проєкт Тікаль, проводячи археологічні дослідження руїн і готуючи їх для прийому туристів, що включало роботу на Храмі I і Храмі II. Проєктом керували Обрі Трік і Жорж Гійомін. Гробниця під храмом була відкрита лише в 1962 році Тріком. Роботи на Храмі I тривали до 1964 року.
У 1986 році Національний проєкт Тікаль (PRONAT) провів ремонт тріщин у даху храму.
У рамках явища 2012 року сучасні майя провели вогняну церемонію 21 грудня 2012 року на світанку на головній площі перед храмом. Гватемальські та іноземні жерці провели церемонію, закликаючи до єдності, миру та припинення дискримінації і расизму, сподіваючись, що новий цикл, який розпочинається, стане «новим світанком» для них. У заході взяли участь близько 3000 осіб.